# Czechosłowacja na Zimowych Igrzyskach Olimpijskich 1964
Czechosłowację na Zimowych Igrzyskach Olimpijskich 1964 reprezentowało 46 zawodników, 36 mężczyzn i 10 kobiet.

## Zdobyte medale
| Medal | Zawodnik | Dyscyplina      | Konkurencja      | Rezultat                                                                                |
| ----- | --- | --------------- | ---------------- | --------------------------------------------------------------------------------------- |
| Brąz  | Vladimír Dzurilla Vladimír Nadrchal Rudolf Potsch František Tikal František Gregor Stanislav Sventek Ladislav Šmíd Vlastimil Bubník Jaroslav Walter Miroslav Vlach Jiří Dolana Jiří Holík Josef Černý Stanislav Prýl Jozef Golonka Jaroslav Jiřík Jan Klapáč | Hokej na lodzie | Turniej mężczyzn | Zdobyli tyle samo punktów co Szwecja lecz w bezpośrednim pojedynku przegrali z nimi 3:8 |

## Skład kadry

### Biegi narciarskie
Mężczyźni
| Zawodnik       | Konkurencja   | czas      | Pozycja |
| -------------- | ------------- | --------- | ------- |
| Ladislav Hrubý | Bieg na 15 km | 55:44,9   | 29.     |
| Štefan Harvan  | Bieg na 30 km | 1:39:05,2 | 26.     |
| Ladislav Hrubý | Bieg na 30 km | 1:41:04,8 | 33.     |
| Štefan Harvan  | Bieg na 50 km | 2:59:33,3 | 22.     |
| Ladislav Hrubý | Bieg na 50 km | 3:00:35,4 | 23.     |

Kobiety
| Zawodnik                                           | Konkurencja       | czas      | Pozycja |
| -------------------------------------------------- | ----------------- | --------- | ------- |
| Eva Paulusová-Benešová                             | Bieg na 5 km      | 20:24,7   | 22.     |
| Jarmila Škodová                                    | Bieg na 5 km      | 20:46,1   | 25.     |
| Eva Břízová                                        | Bieg na 5 km      | 20:48,2   | 26.     |
| Eva Paulusová-Benešová                             | Bieg na 10 km     | 46:31,2   | 21.     |
| Jarmila Škodová                                    | Bieg na 10 km     | 47:40,3   | 27.     |
| Eva Břízová                                        | Bieg na 10 km     | 47:56,0   | 29.     |
| Jarmila Škodová Eva Břízová Eva Paulusová-Benešová | Sztafeta 3 × 5 km | 1:08:42,8 | 6.      |

### Hokej na lodzie
Reprezentacja mężczyzn
| - Vladimír Dzurilla - Vladimír Nadrchal - Rudolf Potsch - František Tikal - František Gregor - Stanislav Sventek - Ladislav Šmíd - Vlastimil Bubník - Jaroslav Walter |  | - Miroslav Vlach - Jiří Dolana - Jiří Holík - Josef Černý - Stanislav Prýl - Jozef Golonka - Jaroslav Jiřík - Jan Klapáč |

Reprezentacja Czechosłowacji w rundzie kwalifikacyjnej rozegrała mecz z reprezentacją Finlandii wygrywając 17:2. W dalszej części turnieju olimpijskiego reprezentacja Czechosłowacji brała udział w rozgrywkach grupy finałowej (A) zajmując w niej trzecie miejsce zdobywając brązowy medal.
| 28 stycznia 1964 | Czechosłowacja | 17:2 | Japonia | Messehalle |

| Godzina: 9:00 |  | (8:0, 3:2, 6:0) |  |  |

### Tabela końcowa

#### Grupa finałowa
| Drużyna           | M | Mecze | Mecze | Mecze | Bramki | Bramki | Bramki | Pkt | Uwagi |
| Drużyna           | M | W     | R     | P     | +      | –      | +/-    | Pkt | Uwagi |
| ----------------- | - | ----- | ----- | ----- | ------ | ------ | ------ | --- | ----- |
| ZSRR              | 7 | 7     | 0     | 0     | 54     | 10     | +44    | 14  |       |
| Szwecja           | 7 | 5     | 0     | 2     | 47     | 16     | +31    | 10  |       |
| Czechosłowacja    | 7 | 5     | 0     | 2     | 38     | 19     | +19    | 10  |       |
| Kanada            | 7 | 5     | 0     | 2     | 32     | 17     | +15    | 10  |       |
| Stany Zjednoczone | 7 | 2     | 0     | 5     | 29     | 33     | -4     | 4   |       |
| Finlandia         | 7 | 2     | 0     | 5     | 10     | 31     | -21    | 4   |       |
| Niemcy            | 7 | 2     | 0     | 5     | 13     | 49     | -36    | 4   |       |
| Szwajcaria        | 7 | 0     | 0     | 7     | 9      | 57     | -48    | 0   |       |

Wyniki
| 29 stycznia 1964 | Czechosłowacja | 11:1 | Niemcy | Eisstadion |

| Godzina: 16:00 |

| 31 stycznia 1964 | ZSRR | 7:5 | Czechosłowacja | Eisstadion |

| Godzina: 20:30 |

| 1 lutego 1964 | Czechosłowacja | 4:0 | Finlandia | Eisstadion |

| Godzina: 14:30 |

| 4 lutego 1964 | Czechosłowacja | 5:1 | Szwajcaria | Eisstadion |

| Godzina: 17:00 |

| 5 lutego 1964 | Czechosłowacja | 7:1 | Stany Zjednoczone | Eisstadion |

| Godzina: 20:30 |

| 7 lutego 1964 | Kanada | 1:3 | Czechosłowacja | Eisstadion |

| Godzina: 20:30 |

| 8 lutego 1964 | Czechosłowacja | 3:8 | Szwecja | Eisstadion |

| Godzina: 20:30 |

### Kombinacja norweska
Mężczyźni
| Zawodnik          | Konkurencja   | Bieg narciarski | Bieg narciarski | Bieg narciarski | Skoki narciarskie | Skoki narciarskie | Skoki narciarskie | Skoki narciarskie | Skoki narciarskie | Skoki narciarskie | Skoki narciarskie | Skoki narciarskie | Łącznie | Pozycja |
| Zawodnik          | Konkurencja   | Czas biegu      | Pozycja         | Punkty          | Skok 1            | Nota              | Skok 2            | Nota              | Skok 3            | Nota              | Punkty            | Pozycja           | Łącznie | Pozycja |
| ----------------- | ------------- | --------------- | --------------- | --------------- | ----------------- | ----------------- | ----------------- | ----------------- | ----------------- | ----------------- | ----------------- | ----------------- | ------- | ------- |
| Štefan Olekšák    | Indywidualnie | 51:29,5         | 6.              | 223,98          | 64,5              | 94,8              | 61,5              | 91,0              | 60,5              | 88,6              | 185,8             | 24.               | 409,78  | 13.     |
| Josef Kutheil     | Indywidualnie | 56:58,3         | 28.             | 162,36          | 67,5              | 105,4             | 62,0              | 92,5              | 62,5              | 102,6             | 208,0             | 13.               | 370,36  | 21.     |
| Miloslav Švaříček | Indywidualnie | 57:16,7         | 30.             | 159,08          | 62,0              | 91,3              | 63,5              | 96,2              | 67,5              | 103,6             | 199,8             | 16.               | 358,88  | 24.     |

### Łyżwiarstwo figurowe
| Zawodnik                             | Konkurencja   | Nota   | Pozycja |
| ------------------------------------ | ------------- | ------ | ------- |
| Hana Mašková                         | Solistki      | 1714,8 | 15.     |
| Jana Mrázková                        | Solistki      | 1646,4 | 25.     |
| Karol Divín                          | Soliści       | 1862,8 | 4.      |
| Ondrej Nepela                        | Soliści       | 1590,1 | 22.     |
| Agnesa Wlachovská Peter Bartosiewicz | Pary sportowe | 91,8   | 9.      |
| Milada Kubíková Jaroslav Votruba     | Pary sportowe | 88,9   | 10.     |

### Łyżwiarstwo szybkie
Mężczyźni
| Zawodnik      | Konkurencja   | Konkurencja   | Konkurencja    | Konkurencja    | Konkurencja    | Konkurencja    | Konkurencja      | Konkurencja      |
| Zawodnik      | Bieg na 500 m | Bieg na 500 m | Bieg na 1500 m | Bieg na 1500 m | Bieg na 5000 m | Bieg na 5000 m | Bieg na 10 000 m | Bieg na 10 000 m |
| Zawodnik      | Czas          | Miejsce       | Czas           | Miejsce        | Czas           | Miejsce        | Czas             | Miejsce          |
| ------------- | ------------- | ------------- | -------------- | -------------- | -------------- | -------------- | ---------------- | ---------------- |
| Oldřich Teplý | 43,2          | 32.           | 2:17,9         | 32.            | 8:25,6         | 33.            |                  |                  |

Kobiety
| Zawodnik        | Konkurencja   | Konkurencja   | Konkurencja    | Konkurencja    | Konkurencja    | Konkurencja    | Konkurencja    | Konkurencja    |
| Zawodnik        | Bieg na 500 m | Bieg na 500 m | Bieg na 1000 m | Bieg na 1000 m | Bieg na 1500 m | Bieg na 1500 m | Bieg na 3000 m | Bieg na 3000 m |
| Zawodnik        | Czas          | Miejsce       | Czas           | Miejsce        | Czas           | Miejsce        | Czas           | Miejsce        |
| --------------- | ------------- | ------------- | -------------- | -------------- | -------------- | -------------- | -------------- | -------------- |
| Jarmila Šťastná | 52,0          | 27.           | 1:45,8         | 27.            | 2:42,9         | 29.            |                |                |

### Narciarstwo alpejskie
Mężczyźni
| Zawodnik       | Konkurencja | Konkurencja | Konkurencja   | Konkurencja   | Konkurencja                               | Konkurencja                               | Konkurencja                               | Konkurencja                               |
| Zawodnik       | Zjazd       | Zjazd       | Slalom gigant | Slalom gigant | Slalom specjalny                          | Slalom specjalny                          | Slalom specjalny                          | Slalom specjalny                          |
| Zawodnik       | Czas        | Pozycja     | Czas          | Pozycje       | Czas 1-go przejazdu                       | Czas 2-go przejazdu                       | Czas łączny                               | Pozycja                                   |
| -------------- | ----------- | ----------- | ------------- | ------------- | ----------------------------------------- | ----------------------------------------- | ----------------------------------------- | ----------------------------------------- |
| Radim Koloušek | 2:31,34     | 39.         | 2:14,70       | 55.           | Dyskwalifikacja w rundzie kwalifikacyjnej | Dyskwalifikacja w rundzie kwalifikacyjnej | Dyskwalifikacja w rundzie kwalifikacyjnej | Dyskwalifikacja w rundzie kwalifikacyjnej |
| Anton Šoltýs   |             |             | 2:10,79       | 48.           | Nie ukończył przejazdu                    | Nie ukończył konkurencji                  | Nie ukończył konkurencji                  | Nie ukończył konkurencji                  |

### Saneczkarstwo
Mężczyźni
| Zawodnik                 | Konkurencja | Ślizg 1 | Ślizg 2 | Ślizg 3 | Ślizg 4 | Łącznie | Pozycja |
| ------------------------ | ----------- | ------- | ------- | ------- | ------- | ------- | ------- |
| Jan Hamřík               | Jedynki     | 53,57   | 53,24   | 53,65   | 53,91   | 3:34,37 | 10.     |
| Horst Urban              | Jedynki     | 53,32   | 53,13   | 54,13   | 53,92   | 3:34,50 | 12.     |
| Jiří Hujer               | Jedynki     | 56,05   | 55,11   | 1:04,80 | 57,44   | 3:53,40 | 24.     |
| Jan Hamřík Jiří Hujer    | Dwójki      | 52,75   | 52,66   |         |         | 1:45,41 | 8.      |
| Horst Urban Roland Urban | Dwójki      | 52,21   | 1:19,49 |         |         | 2:11,70 | 12.     |

Kobiety
| Zawodnik             | Konkurencja | Ślizg 1 | Ślizg 2 | Ślizg 3 | Ślizg 4 | Łącznie | Pozycja |
| -------------------- | ----------- | ------- | ------- | ------- | ------- | ------- | ------- |
| Olina Hátlová-Tylová | Jedynki     | 51,37   | 57,94   | 51,65   | 51,80   | 3:32,76 | 6.      |
| Hana Nesvadbová      | Jedynki     | 53,56   | 53,45   | 54,67   | 54,42   | 3:36,10 | 9.      |

### Skoki narciarskie
Mężczyźni
| Konkurencja       | Skoczek          | Skok 1    | Skok 1 | Skok 2    | Skok 2 | Skok 3    | Skok 3 | Nota  | Pozycja |
| Konkurencja       | Skoczek          | odległość | Nota   | odległość | Nota   | odległość | Nota   | Nota  | Pozycja |
| ----------------- | ---------------- | --------- | ------ | --------- | ------ | --------- | ------ | ----- | ------- |
| Skocznia normalna | Josef Matouš     | 80,5      | 114,3  | 77,0      | 103,9  | 76,5      | 103,9  | 218,2 | 4.      |
| Skocznia normalna | Dalibor Motejlek | 76,0      | 100,00 | 76,0      | 102,50 | 74,0      | 98,4   | 202,5 | 19.     |
| Skocznia normalna | Zbyněk Hubač     | 73,0      | 98,3   | 73,5      | 98,5   | 69,0      | 93,7   | 196,8 | 30.     |
| Skocznia duża     | Dalibor Motejlek | 90,5      | 106,5  | 84,5      | 102,3  | 80,0      | 99,6   | 208,8 | 10.     |
| Skocznia duża     | Zbyněk Hubač     | 88,0      | 102,3  | 83,0      | 99,5   | 80,0      | 99,6   | 201,9 | 19.     |
| Skocznia duża     | Josef Matouš     | 85,0      | 96,2   | 88,5      | 104,1  | 79,5      | 63,0   | 200,3 | 22.     |